# Rayman (série télévisée d'animation)
Pour les articles homonymes, voir Rayman.
Rayman est une série télévisée d'animation 3D basée sur les jeux vidéo de Rayman. Elle a été réalisée en 1999 à la suite du succès du jeu Rayman 2: The Great Escape. L'émission a été diffusée dans très peu de pays, en Europe, au Canada, et aux États-Unis car elle n'a pas rencontré le succès escompté.

## Scénario
Fuyant le terrible directeur de cirque Rigatoni, Rayman et ses amis trouvent refuge dans la mystérieuse métropole végétale d'Aéropolis. La charmante Betina, Cookie le râleur, l'étrange lapin bleu LacMac et la petite Flips accompagnent Rayman dans cette folle aventure : arriveront-ils à échapper aux griffes de l'inspecteur Grub, que Rigatoni a lancé à leurs trousses?

## Production
La série devait au départ durer 13, ou 26 épisodes selon les sources, et être diffusée sur les télévisions du monde entier. En 2000, l'émission a été annulée alors qu'un cinquième épisode, intitulé "My Fair LacMac" en version anglaise, était en cours de production. Les raisons de l'arrêt sont assez floues, les hypothèses les plus récurrentes étant l'écriture hasardeuse des épisodes, ou les personnages inconnus et difficiles à exploiter à part Rayman lui-même. La série était financée par le gouvernement du Québec, au Canada,.

## Fiche technique
- Maison de production : Ubi Soft
- Producteur : François Pétavy
- Années de production : 1999-2000
- Réalisation : Laurent Jennet
- Éditeur : Alexis Nolent
- Musiques : La Belle Équipe
- Sound Design : Bell X-1, Gilbert Courtois
- Bruiteur : Bertrand Boudaud
- Mixage : Studio Hot Line

## Épisodes
1. LacMac Napping
2. Stationnement interdit
3. Cookie craque
4. Grub Flirte

## Distribution

### Voix originales
- Billy West : Rayman
- Danny Mann : Inspecteur Grub
- Carlos Alazraqui : Cookie
- Lacey Chabert, Kath Soucie et Carolyn Lawrence : Bétina
- Candi Milo : la vieille femme

### Voix françaises
- Emmanuel Garijo : Rayman
- Michel Elias : Inspecteur Grub
- Emmanuel Fouquet : Cookie
- Patricia Legrand : Bétina
- Patrice Baudrier : LacMac
- Philippe Bozo : Barbe-Tranchante
- Olivier Hémon : Rigatoni
- Marie Vincent et Catherine Hamilty : voix additionnelles

## Clins d'œil
- Super Mario : Au début du deuxième épisode, Stationnement interdit, lors d'un passage en vue aérienne d'Aéropolis, on peut voir un champignon sur lequel il est écrit "Super Mario".

- Tonic Trouble : Dans l'épisode 2, quand la voiture de police de Grub s'écrase, les diables-en-boîte ont la tête de Ed, le héros de Tonic Trouble au bout du ressort.

- Rayman : Dans l'épisode 2, dans l'airtram numéro 7 où Rayman est monté pour aller à la fourrière, la vue d'Aéropolis ressemble beaucoup au monde « Le ciel chromatique » du premier jeu Rayman.

## Anecdotes
- On peut voir l'amiral Barbe-Tranchante, grand méchant de Rayman 2, dans le premier épisode. Ce dernier semble être devenu le larbin de Rigatoni, devant s'occuper des cages des "monstres".

- La série était disponible en VHS[5] aux États-Unis, Canada, France et Belgique.

- Un DVD regroupant les versions doublées en français, anglais, allemand et italien est sorti sur le territoire français. Mais ce DVD s'est vendu à seulement 10 000 exemplaires.

- La série était distribuée en France avec le pack PC "10ème Anniversaire de Rayman" incluant Rayman 3, Rayman M et le DVD. Le pack sorti sur Gamecube et PlayStation 2 ne comprenait que Rayman 3 et le DVD[1].